# MVV in het seizoen 1954/55
Het seizoen 1954/1955 was het eerste jaar in het bestaan van de Maastrichtse betaaldvoetbalclub MVV. De club kwam uit in de Eerste klasse A en eindigde daarin op de derde plaats, dit betekende dat de club in het nieuwe seizoen uitkwam op het hoogste voetbalniveau.

## Wedstrijdstatistieken

### Eerste klasse D(afgebroken)
|       | ADO   | Bleijerheide | Brabantia | D.F.C. | Eindhoven | Emma  | Feijenoord | Juliana | LONGA | NOAD  | Sparta | SVV   |
| ----- | ----- | ------------ | --------- | ------ | --------- | ----- | ---------- | ------- | ----- | ----- | ------ | ----- |
| Thuis | –     | 5 – 1        | –         | –      | –         | 5 – 2 | –          | –       | –     | 2 – 2 | –      | 0 – 1 |
| Uit   | 5 – 0 | –            | 0 – 5     | –      | –         | –     | 4 – 2      | 2 – 0   | 4 – 0 | –     | –      | –     |

### Eerste klasse A
|       | Amsterdam | DOS   | Emma  | Excelsior | Go Ahead | SHS   | Leeuwarden | LONGA | NAC   | Roda Sport | Stormvogels | Veendam | Zwolsche Boys |
| ----- | --------- | ----- | ----- | --------- | -------- | ----- | ---------- | ----- | ----- | ---------- | ----------- | ------- | ------------- |
| Thuis | 1 – 2     | 5 – 3 | 6 – 0 | 0 – 0     | 4 – 1    | 1 – 1 | 2 – 3      | 5 – 1 | 2 – 0 | 5 – 0      | 4 – 3       | 1 – 1   | 4 – 1         |
| Uit   | 1 – 3     | 4 – 2 | 1 – 2 | 1 – 1     | 1 – 3    | 4 – 3 | 1 – 2      | 3 – 4 | 0 – 0 | 1 – 0      | 3 – 0       | 1 – 1   | 0 – 3         |

## Statistieken MVV 1954/1955

### Eindstand MVV in de Nederlandse Eerste klasse A 1954 / 1955
| Stand | Gespeeld | Gewonnen | Gelijk | Verloren | Punten | Doelpunten voor | Doelpunten tegen |
| ----- | -------- | -------- | ------ | -------- | ------ | --------------- | ---------------- |
| 3e    | 26       | 14       | 6      | 6        | 34     | 64              | 37               |

### Eindstand MVV in de Nederlandse Eerste klasse D 1954 / 1955 (afgebroken)
| Stand | Gespeeld | Gewonnen | Gelijk | Verloren | Punten | Doelpunten voor | Doelpunten tegen |
| ----- | -------- | -------- | ------ | -------- | ------ | --------------- | ---------------- |
| 10e   | 9        | 3        | 1      | 5        | 7      | 19              | 21               |

### Topscorers
| #                | Naam                       | Goal |
| ---------------- | -------------------------- | ---- |
| 1.               | Harry van 't Hooft         | 14   |
| 2.               | Albert Ummels              | 12   |
| 3.               | Fons van Wissen            | 10   |
| 4.               | Harrie Verdonschot         | 9    |
| 5.               | Jo Toennaer                | 7    |
| 5.               | André Vroemen              | 7    |
| 7.               | Jeu van Bun                | 1    |
| 7.               | Jef Dresens                | 1    |
| 7.               | Gerrie Reijnders           | 1    |
| Eigen doelpunten |                            |      |
| 1.               | Abse Kolkman (Go Ahead)    | 1    |
| 1.               | Ernst Pauwels (Roda Sport) | 1    |
| Totaal           | Totaal                     | 64   |

| #      | Naam               | Goal |
| ------ | ------------------ | ---- |
| 1.     | Jo Toennaer        | 7    |
| 1.     | Albert Ummels      | 7    |
| 3.     | Gerrie Reijnders   | 2    |
| 4.     | Toon Couwenbergh   | 1    |
| 4.     | Piet van Dijk      | 1    |
| 4.     | Harrie Verdonschot | 1    |
| Totaal | Totaal             | 19   |